# Quartier V (Turku)
Le Quartier V (finnois : V kaupunginosa) ou Itäranta est un quartier de Turku en Finlande.

## Description
Comme son nom l'indique, le quartier est sur la rive orientale du fleuve Aura.
Les quartiers voisins sont le quartier IV (Martti) au nord, Vähäheikkilä au sud-est et Korppolaismäki au sud.
Le quartier est bâti principalement à la place de l'ancien chantier naval et les nouvelles rues portent des noms maritimes.
Les appartements avec vue sur le fleuve dans les immeubles résidentiels construits sur Vilkkilänmäki sont les appartements les plus chers de Turku.
L'ancien parc immobilier est représenté par l'ancien bâtiment industriel jaune Manilla, qui sert actuellement de centre culturel ou la Maison blanche. 
Le traversier fluvial Föri, circule sur l'Aurajoki entre Itäranta et le quartier VIII.

## Galerie

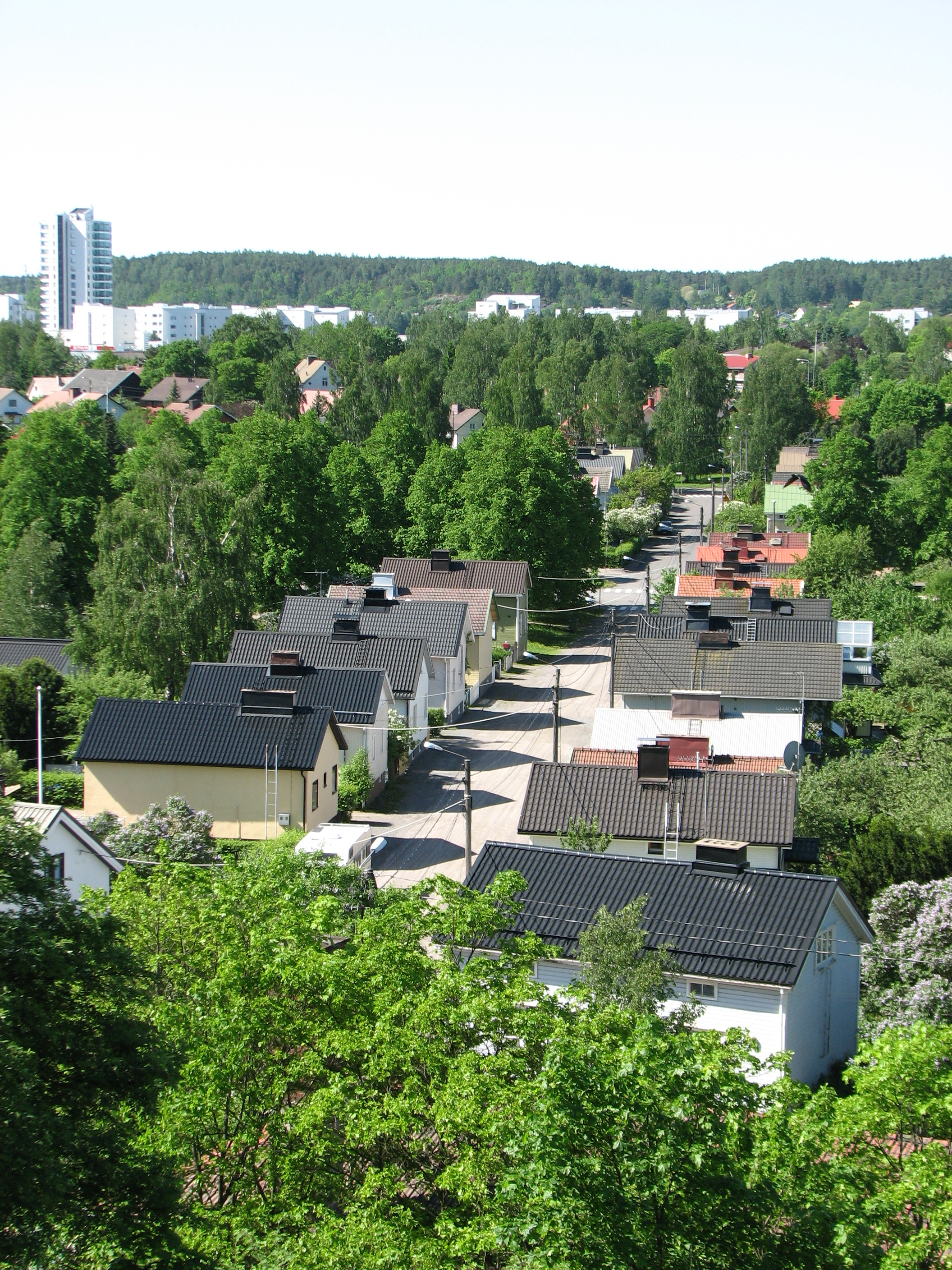
La rue Niilonkatu.
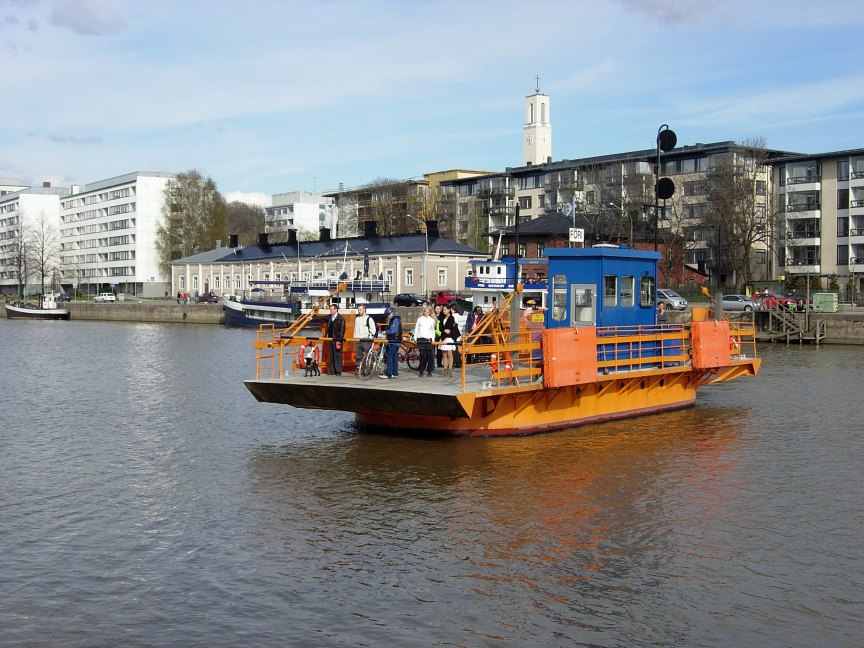
Le Föri traverse l'Aurajoki entre le quartier V et le quartier VIII.
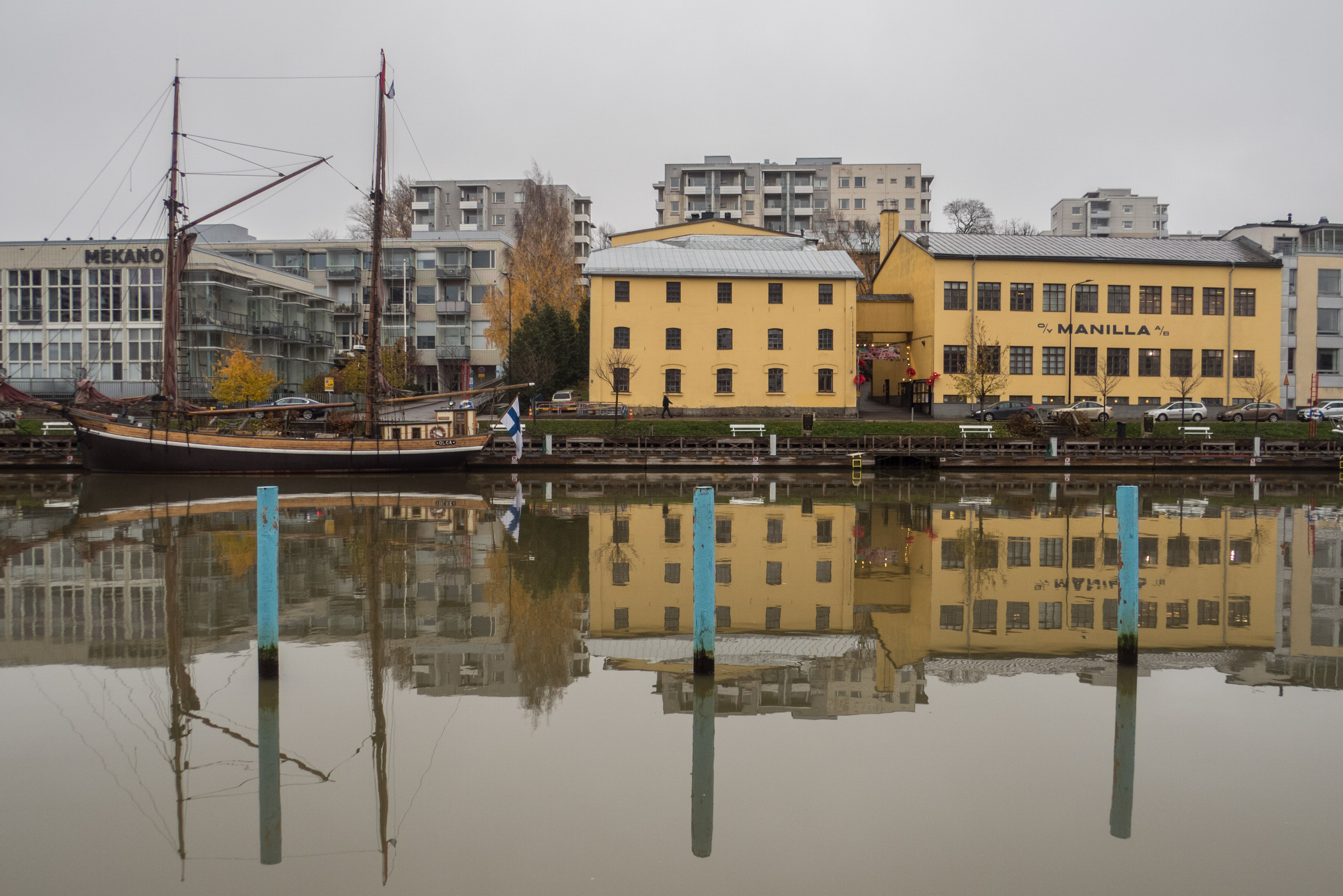
L'ancienne usine Manilla est un centre culturel.